# 大城小子
《大城小子》（英文：The Greenhorns），是香港電視廣播有限公司所拍攝的民初電視劇。監製李惠民，由鄧萃雯、王書麒、鄧浩光、林利主演。此劇曾於無綫經典台播出。

## 演員表
- 鄧萃雯 飾 谷小雅
- 駱應鈞
- 梁潔芳
- 廖安麗 飾 明姑姐
- 鄧浩光 飾 陳　華
- 黎耀祥
- 歐陽震華
- 林采蓮
- 菊　花
- 袁培義
- 鄭少萍
- 陳大文
- 鄧雪雲
- 王書麒 飾 王家明
- 林　利 飾 馬　榮
- 夏　萍
- 陳安瑩
- 龔慈恩 飾 谷梅麗
- 吳麗珠 飾 周淑娟
- 曾　江
- 鄭裕玲